# Bahram Mansurov
Bahram Mansurov (en azerí: Bəhram Mansurov) fue músico y intérprete de tar de Azerbaiyán y Artista del Pueblo de la RSS de Azerbaiyán (1978).

## Biografía
Bahram Mansurov nació el 12 de febrero de 1911 en Bakú. En 1925 se graduó de la escuela. En 1929  fue invitado a la orquesta como intérprete de tar. Los participantes principales de la orquesta fueron Gurban Pirimov, Jabbar Garyaghdioglu, Khan Shushinski. En 1932 empezó a trabajar en el Teatro de Ópera y Ballet Académico Estatal de Azerbaiyán con la invitación de Muslim Magomayev. En 1938 participó en la década de la cultura de Azerbaiyán en Moscú. En 1941 y 1944 fue a Irán y interpretó en muchas ciudades de este país. Mansurov fue invitado a la escuela de música de Bakú para enseñar mugam. 
En 1971 y 1975 se produjo dos discos de músico bajo los auspicios de Unesco y Bahram Mansurov participó en conciertos y simposios internacionales en Europa con el apoyo de esta organización. En 1978 fue galardonado con el título “Artista del Pueblo de la RSS de Azerbaiyán”. 
Bahram Mansurov murió el 14 de mayo de 1985.

## Títulos y premios
- Medalla por la Defensa del Cáucaso (1944)
- Artista de Honor de la RSS de Azerbaiyán (1956)
- Orden de la Insignia de Honor (1956; 1976)
- Medalla Conmemorativa por el Centenario del Natalicio de Lenin (1970)
- Medalla Conmemorativa del 30.º Aniversario de la Victoria en la Gran Guerra Patria de 1941-1945 (1975)
- Medalla al Trabajador Veterano (1976)
- Artista del Pueblo de la RSS de Azerbaiyán (1978)
- Medalla Conmemorativa del 40.º Aniversario de la Victoria en la Gran Guerra Patria de 1941-1945 (1985)